# Philip Clark
Philip Clark   (San Francisco, 18 de setembre de 1898 - 16 de desembre de 1985) va ser un jugador de rugbi a 15 estatunidenc que va competir durant la dècada de 1920.
El 1924 va ser seleccionat per jugar amb la selecció dels Estats Units de rugbi a 15 que va prendre part en els Jocs Olímpics de París, on guanyà la medalla d'or.